# Chimastrum argentea
Chimastrum argentea är en fjärilsart som beskrevs av Bates 1866. Chimastrum argentea ingår i släktet Chimastrum och familjen Riodinidae. Inga underarter finns listade i Catalogue of Life.

## Bildgalleri

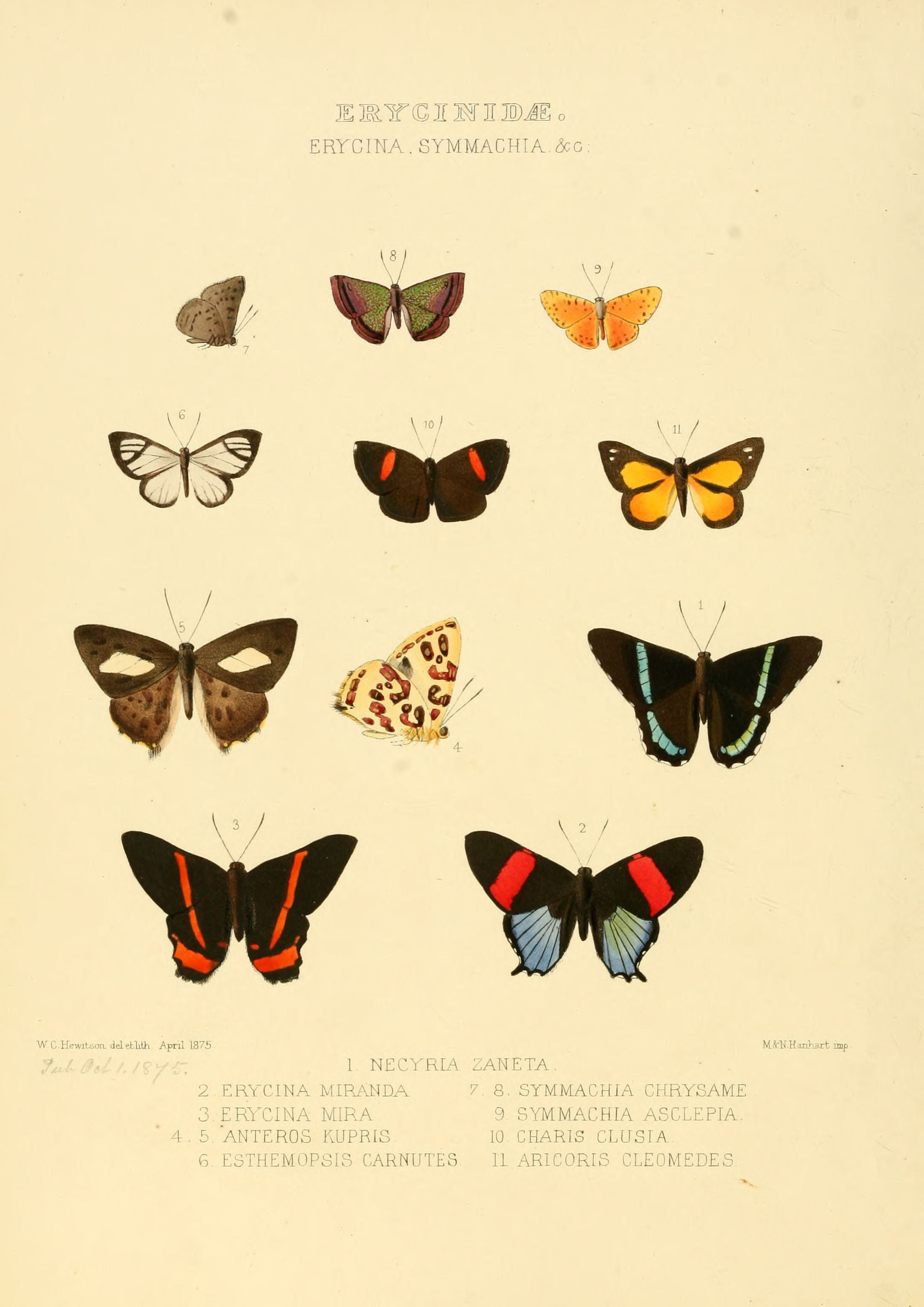